# My name is Petersen
My name is Petersen er en dansk film fra 1947, instrueret af Christen Jul efter manuskript af Johannes Allen.

## Medvirkende
- Poul Reichhardt
- Gunnar Lauring
- Helle Virkner
- Asbjørn Andersen
- Valdemar Skjerning
- Charles Tharnæs
- Einar Juhl
- Per Buckhøj

## Handling
Et tog ruller gennem det udbombede og ødelagte Tyskland på vej til Danmark Sidder en flok amerikanske soldater, som skal på orlov i København. En af dem Løjtnant John Petersen og hans uadskillelige ven Bill. De taler om hvor dejligt det er at komme til Danmark, og rigtigt at hvile ud, John er af dansk afstamning, og han fortæller Bill om sin fødeby København. Ved ankomsten til København opsøger de Johns onkel, Dr. Jens Petersen. Han er lektor ved universitetet. Her dumper de ned i et muntret selskab som onklen holder. Han udtrykker sin store glæde over det overraskende gensyn med sin nevø, som han ikke har set i mange år. Jens Petersens datter Aase (Helle Virkner) er ikke helt så glad for besøget, hendes sympatier går ikke just i retning af Amerika.